# Утилитарный туман
Утилитарный туман (или сервисный наносмог) — термин, предложенный Джоном Холлом John Storrs Hall для описания гипотетической популяции нанороботов, совместно выполняющих какую-либо работу.
Таким образом, наносмог представляет собой некую самоорганизующуюся колонию или армию нанороботов, способных образовывать в связке всевозможные предметы различной формы.

## Концепция
Холл придумал утилитарный туман в качестве нанотехнологической замены автомобильным ремням безопасности. Роботы имеют микроскопические размеры и раздвигающиеся щупальца-манипуляторы в разных направлениях: захваты на концах щупалец позволят нанороботам (или фо́гле́там) при заданных установках механически соединяться друг с другом и обмениваться между собой энергией и информацией, чтобы создавать трехмерные конструкции (аналогично кристаллическим структурам) и действовать как монолитная субстанция с определенными механическими, электрическими, вычислительными и оптическими свойствами, изменяемыми в широком диапазоне значений. Каждый фоглет обладает существенной вычислительной мощностью и имеет связь со своими соседями.

## В научной фантастике
Ещё в 1964 году идея роя нанороботов была описана Станиславом Лемом в его романе «Непобедимый», действие которого происходит на планете с экологической системой, представленной нанороботами. С тех пор некоторые научные фантасты исследовали возможные последствия этой продвинутой технологии, например, Майкл Крайтон в романе «Рой» (Prey, 2002) и Ханну Раяниеми[en] в романе «Квантовый вор» (The Quantum Thief, 2010).